# Sinodo di Worms

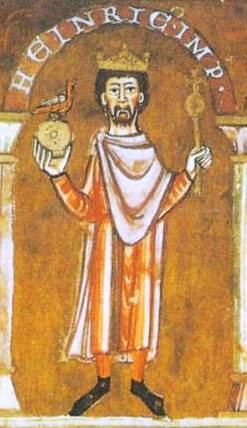
L'imperatore Enrico IV di Franconia

Il sinodo di Worms fu un sinodo ecclesiastico e una dieta imperiale (Hoftag) convocato dal re tedesco e imperatore dei Romani Enrico IV di Franconia il 24 gennaio 1076, a Worms. Con questo si intendeva concordare una condanna a papa Gregorio VII e il raggiungimento di tale risultato segnò l'inizio della cosiddetta lotta per le investiture.

## Storia
Nel 1067 l'arcivescovo di Milano, Guido da Velate, di fronte alle nascenti forze dei riformatori della pataria in città, rinunciò alla sua sede. Come suo successore raccomandò il suddiacono Gotofredo da Castiglione, che fu però scomunicato da papa Alessandro II. Mentre l'imperatore Enrico IV nominò Gotofredo nel 1070, i patarini elessero arcivescovo Attone. Tre anni dopo morì papa Alessandro II e gli succedette Ildebrando di Soana con il nome di papa Gregorio VII. Fervente sostenitore nella supremazia papale sull'imperatore, promosse la riforma in atto nella chiesa (conosciuta anche come "riforma gregoriana") così come espressa nel suo Dictatus papae del marzo 1075, in cui era incluso il principio che il titolo papale fosse unico al mondo e che ad egli fosse persino permesso di deporre gli imperatori.
Tuttavia, quando il principale esponente della pataria Erlembaldo Cotta morì nell'aprile del 1075, tutti i segnali indicavano una riconciliazione. Questo non avvenne a causa del nuovo intervento di Enrico IV nelle questioni milanesi nominando arcivescovo Tedaldo di Castiglione, nonché i vescovi di Spoleto e di Fermo, entrambi situati in territorio pontificio. Così il conflitto si intensificò e, nel dicembre 1075, papa Gregorio inviò una dura lettera a Enrico, minacciandolo di scomunica.
Sotto pressione, l'imperatore si alleò con l'episcopato tedesco, beneficiando della loro posizione ostile sulla riforma gregoriana e di una centralizzazione dell'autorità ecclesiastica. Dei 38 vescovi tedeschi, 24 dettero il loro appoggio in occasione di una dieta imperiale convocata a Worms per il 24 gennaio 1076. Tra le alte cariche ecclesiastiche che si schierarono con l'imperatore furono l'arcivescovo Sigfrido I di Magonza, il vescovo Adalberone di Würzburg e il vescovo Guglielmo di Utrecht, così come il vescovo di Liegi Enrico di Verdun. Il cardinale Ugo di Remiremont, che aveva già tagliato i legami con il papa, parlò contro Gregorio Restò invece in disparte l'arcivescovo Gebeardo di Salisburgo, sostenitore di Gregorio come il vescovo Altmann di Passavia. Vi partecipò anche Goffredo il Gobbo, votando contro Gregorio VII, a causa della sua vicinanza con Matilde di Canossa, che lo aveva abbandonato. 
La dieta dichiarò deposto il papa ed i vescovi si sentirono slegati dall'obbligo di obbedienza. Enrico spedì a Gregorio una lettera  chiamandolo "Ildebrando il falso monaco" e chiedendo la sua rinuncia al trono apostolico (dimettiti, dimettiti!). Tre settimane dopo, il 14 febbraio 1076, il papa dichiarò Enrico deposto e scomunicato liberando tutti i suoi sudditi dal giuramento di fedeltà; ben presto ciò divenne una seria minaccia per l'autorità di Enrico. In ottobre, i principi tedeschi si riunirono a Trebur e alla fine chiesero al re di riconciliarsi con il papa. Nel gennaio 1077 Enrico dovette prendere la strada per Canossa, per salvare la sua regalità.